# Nowosiołowka (rejon korieniewski)
Nowosiołowka (ros. Новосёловка) – chutor w zachodniej Rosji, w sielsowiecie puszkarskim rejonu korieniewskiego w obwodzie kurskim.

## Geografia
Miejscowość położona jest w pobliżu lasu Błagodatienskij, 3,5 km od centrum administracyjnego sielsowietu puszkarskiego (Puszkarnoje), 12,5 km od centrum administracyjnego rejonu (Korieniewo), 96 km od Kurska.

## Demografia
W 2010 r. miejscowość zamieszkiwało 21 osób.